# Acantholimon glabratum
Acantholimon glabratum är en triftväxtart som beskrevs av Mostafa Assadi. Acantholimon glabratum ingår i släktet Acantholimon och familjen triftväxter. Utöver nominatformen finns också underarten A. g. kashanense.